# Love Me More
«Love Me More» es una canción del cantante británico Sam Smith, lanzada como single el 28 de abril de 2022 a través de Capitol Records. El tema, escrito por Smith, Mikkel S. Eriksen y Tor Hermansen de Stargate y Jimmy Napes y producido por Stargate y Napes, se anunció el 20 de abril de 2022.

## Recepción
Tomás Mier, de Rolling Stone, describió la canción como un «tema melancólico» que «se convierte en un himno de autoestima». Rania Aniftos de Billboard calificó la canción de «poderosa» y consideró que la «melosa voz de Smith resuena en el pensativo estribillo».

## Vídeo musical
El vídeo musical se estrenó el 28 de abril de 2022, e incluye un montaje de imágenes de Smith de niño hasta el comienzo de su carrera, así como de Smith bailando en una fiesta con sus amigos. El vídeo también contiene un homenaje al vídeo de la canción rompedora de Smith «Stay with Me», con Smith bajando escaleras como lo hacían en el vídeo de «Stay with Me».

## Posicionamiento en listas
| Chart (2022)                          | Peak position |
| ------------------------------------- | ------------- |
| Canadá (Canadian Hot 100)             | 52            |
| Canadá (Canada AC)                    | 18            |
| Canadá (CHR/Top 40)                   | 16            |
| Canadá (Hot AC)                       | 19            |
| Global 200 (Billboard)                | 117           |
| Irlanda (IRMA)                        | 54            |
| Japan Hot Overseas (Billboard Japan)  | 19            |
| New Zealand Hot Singles (RMNZ)        | 5             |
| South Africa (RISA)                   | 100           |
| South Korea Download (Gaon)           | 76            |
| Sweden Heatseeker (Sverigetopplistan) | 7             |
| Reino Unido (UK Singles Chart)        | 52            |
| Estados Unidos (Billboard Hot 100)    | 81            |
| Estados Unidos (Adult Contemporary)   | 25            |
| Estados Unidos (Adult Top 40)         | 14            |
| Estados Unidos (Mainstream Top 40)    | 16            |

## Historial de lanzamiento
| Region        | Date                | Format                   | Label     | Ref. |
| ------------- | ------------------- | ------------------------ | --------- | ---- |
| Various       | 28 de abril de 2022 | Digital download         | Capitol   |      |
| Italy         | 29 de abril de 2022 | Contemporary hit radio   | Universal |      |
| United States | 2 de mayo de 2022   | Adult contemporary radio | Capitol   |      |
| United States | 3 de mayo de 2022   | Contemporary hit radio   | Capitol   |      |